# ParisTech
Viện Khoa học và Công nghệ Paris (tiếng Pháp: Institut des sciences et technologies de Paris hay ParisTech; tiếng Anh Paris Institute of Technology) là một cơ sở giáo dục đào tạo công bậc đại học và trên đại học của Pháp có trụ sở tại Paris. ParisTech tập hợp mười hai trường lớn (grande école) chuyên đào tạo kỹ sư (ingénieur) tại Paris với mục đích tạo ra một trung tâm đào tạo đại học và nghiên cứu khoa học có tầm cỡ thế giới. 12 trường đại học thành viên của ParisTech đều là những trường đào tạo kỹ sư có danh tiếng bậc nhất của nước Pháp trên các lĩnh vực chuyên biệt.

## Lịch sử
Năm 1991, chín trường lớn công có trụ sở tại Paris quyết định tập hợp lại thành một nhóm trường lấy tên Grandes écoles d'ingénieurs de Paris (Trường lớn đào tạo kỹ sư tại Paris) nhằm phối hợp đào tạo và nghiên cứu khoa học cũng như cạnh tranh được với các trường đại học đa ngành của Anh và Hoa Kỳ. Từ năm 1999, nhóm trường này đổi tên thành ParisTech và từ năm 2007 nhóm trường chính thức được công nhận vai trò như một cơ sở khoa học công của Pháp (établissement public de coopération scientifique - EPCS), trước đó ParisTech đã được công nhận là một trung tâm đào tạo và nghiên cứu bậc đại học và trên đại học (pôle de recherche et d'enseignement supérieur - PRES).

## Cơ cấu
Mười hai trường đại học thành viên của ParisTech bao gồm:
- Trường cầu đường quốc gia Pháp (École nationale des ponts et chaussées - ENPC, hiện là École des Ponts ParisTech)
- Trường kỹ nghệ quốc gia Pháp (École nationale supérieure d'arts et métiers - ENSAM, hiện là Arts et Métiers ParisTech)
- Trường thống kê và quản lý kinh tế quốc gia Pháp (École nationale de la statistique et de l'administration économique - ENSAE, hiện là ENSAE ParisTech)
- Trường hóa học quốc gia Paris (École nationale supérieure de chimie de Paris - ENSCP, hiện là Chimie ParisTech)
- Trường mỏ quốc gia Paris (École nationale supérieure des mines de Paris - ENSMP, hiện là Mines ParisTech)
- Trường công nghệ tiên tiến quốc gia Pháp (École nationale supérieure de techniques avancées - ENSTA, hiện là ENSTA ParisTech)
- Trường viễn thông quốc gia Pháp (École nationale supérieure des télécommunications - ENST, hiện là TELECOM ParisTech)
- Trường Bách khoa Paris (École polytechnique - EP hay X)
- Trường Lý Hóa Công nghiệp Paris (École supérieure de physique et de chimie industrielles de la ville de Paris - ESPCI, hiện là ESPCI ParisTech)
- Học viện khoa học và công nghiệp đời sống, môi trường (Institut des sciences et industries du vivant et de l'environnement - AgroParisTech)
- Trường thương mại cao cấp Paris (Hautes études commerciales - HEC Paris)[6].
- Trường quang học Pháp (École supérieure d'optique - SupOptique)[7]

ParisTech có một ban điều hành chung với một chủ tịch (président) được bầu theo nhiệm kỳ ba năm, thành viên ban điều hành gồm đại diện các trường đại học cùng đại diện của giới giảng viên, nghiên cứu viên và sinh viên. Chủ tịch hiện tại của ParisTech là Cyrille Van Effenterre (được bầu từ tháng 4 năm 2007)..

## Cơ sở đào tạo và nghiên cứu
Theo trang chủ của trường, cơ sở đào tạo và nghiên cứu của ParisTech hiện gồm 143 phòng thí nghiệm với 3.500 nghiên cứu viên-giảng viên và 2.400 nghiên cứu sinh. Theo bảng xếp hạng năm 2008 do Đại học Giao thông Thượng Hải thực hiện thì hai trường ESPCI ParisTech và Bách khoa Paris thành viên của ParisTech là hai trường đào tạo kỹ sư đứng thứ nhất và thứ hai của Pháp. Theo xếp hạng của Mines ParisTech (thành viên của ParisTech) thì ParisTech cũng có ba trường thành viên đứng hàng đầu nước Pháp là Bách khoa Paris, HEC Paris và Mines ParisTech.